# Pinocchio-paradoxen
Pinocchio-paradoxen är en logisk paradox som gäller en mening som Pinocchio säger. Den är en variant på paradoxen Lögnaren.

## Beskrivning
Pinocchios näsa växer om och endast om han ljuger. Pinocchio påstår att hans näsa kommer växa. Om det påståendet är sant ska hans näsa växa, men eftersom han talade sanning ska den samtidigt inte växa, vilket är en motsägelse. Om påståendet istället är falskt ska hans näsa inte växa, men eftersom han ljög ska den samtidigt växa, vilket är en motsägelse.